# Гия (Албуфейра)
Ги́я (порт. Guia) — район (фрегезия) в Португалии, входит в округ Фару. Является составной частью муниципалитета Албуфейра. По старому административному делению входил в провинцию Алгарви. Входит в экономико-статистический субрегион Алгарви, который входит в Алгарви. Население составляет 3630 человек на 2001 год. Занимает площадь 18,45 км².

## Достопримечательности
- Маленькая церковь Богоматери (Nossa Senhora da Guia)